# Spațiu (matematică)
- Acest articol se referă la conceptul de spațiu din matematică și eventualele sale interpretările sale filozofice.

Pentru alte sensuri, vedeți Spațiu (dezambiguizare).
Spațiul, în matematică,  reprezintă o mulțime de elemente (puncte) cu anumite proprietăți.

## Definiții
- Spațiu metric, o mulțime pe care este definită o funcție distanță;

- Spațiu euclidian (real) n - dimensional, mulțime ale cărei puncte se pot pune în corespondență biunivocă cu sistemele ordonate de  n  numere reale și în care s-a definit distanța  d dintre două puncte  x de coordonate  (x1, x2, ..., xn) și respectiv  y de coordonate  (y1, y2, ..., yn)  prin formula lui Pitagora:

d ( x , y ) = 
{\displaystyle ({({y_{1}}-{x_{1}})^{2}}+...+{({y_{n}}-{x_{n}})^{2}})^{\frac {1}{2}}}
- Spațiu afin, spațiu ale cărui proprietăți sunt invariante față de transformările afine.

- Spațiu proiectiv, spațiu ale cărui proprietăți sunt invariante față de transformările proiective.

- spațiu vectorial, numit și spațiu liniar, modul peste un corp de scalari. Exemplu : mulțimea funcțiilor reale continue definite pe un interval [ a, b ], mulțimea matricilor pătrate de ordinul  n sunt spații vectoriale peste corpul numerelor reale, complexe. Spațiile vectoriale au fost definite în forma actuală de Giuseppe Peano (1888), dar fondatorul spațiilor vectoriale rămâne Hermann Gunther Grassmann (1844).

- Spațiu vectorial real, spațiu vectorial (liniar) față de corpul numerelor reale.

- Spațiu vectorial complex , spațiu vectorial (liniar) față de corpul numerelor complexe.

- Spațiu vectorial normat, spațiu vectorial, liniar sau complex, pe care este definită o normă (spațiu normat).
- Spațiu vectorial normat complet, numit și spațiu Banach, spațiu normat în care orice șir Cauchy este convergent.
- Spațiu prehilbertian, spațiu vectorial, liniar sau complex, pe care este definit un produs scalar; produsul scalar induce o normă, astfel că orice spațiu prehilbertian este spațiu normat.
- Spațiu Hilbert - este un spațiu prehilbertian care este în același timp spațiu Banach, denumit astfel după matematicianul David Hilbert (1862-1943).
- Spațiu topologic  - este cel mai general cadru în care poate fi definită noțiunea de limită. Mulțimea numerelor reale, cu topologia formată din intervale deschise este un spațiu topologic, pe care noțiunile de limită și funcție continuă revin la cele din analiza funcțiilor reale de variabilă reală.

- Spațiu liniar topologic - spațiu liniar și topologic.

- Spațiu funcțional - spațiu topologic ale cărui elemente sunt funcții. Cele mai importante spații funcționale sunt cele liniare.

- Spațiul lui Riemann, varietate diferențiabilă, dotată cu o lege de măsurare a lungimilor unor curbe

- Spațiu conform este un spațiu al lui Riemann având proprietatea că metrica sa, înmulțită cu o funcție depinzând de coordonate, devine metrica spațiului euclidian.

- Spațiu Minkowski (spațiu-timp) - spațiu  cu patru dimensiuni ale cărui puncte corespund evenimentelor din teoria relativității restrânse.